# إليونورا راميريز دي مونتالفو
إليونورا راميريز دي مونتالفو (بالإنجليزية: Eleonora Ramirez di Montalvo) (6 يوليو 1602، جنوة في إيطاليا - 10 أغسطس 1659، فلورنسا في إيطاليا)؛ كاتِبة وشاعرة إسبانية.